# Nikos Dabizas
Nikolaos "Nikos" Dabizas (grec: Νικόλαος "Νίκος" Νταμπίζας, 3 d'agost de 1973) és un exfutbolista grec de la dècada de 2000.
Fou 70 cops internacional amb la selecció grega.
Pel que fa a clubs, defensà els colors de Newcastle United, Leicester City, Olympiacos i AEL.

## Palmarès
Olympiacos
- Lliga grega de futbol: 1997, 1998

AEL
- Copa grega de futbol: 2007

Grècia
- Eurocopa de futbol: 2004